# Wahlkreis Midlothian South, Tweeddale and Lauderdale
| Midlothian South, Tweeddale and Lauderdale                  |
| ----------------------------------------------------------- |
| Midlothian South, Tweeddale and Lauderdale · South Scotland |
| Gebildet                                                    |
| 2011                                                        |
| Abgeordneter:                                               |
| Christine Grahame (SNP)                                     |
| Regionen                                                    |
| Midlothian Scottish Borders                                 |

Midlothian South, Tweeddale and Lauderdale ist ein Wahlkreis für das Schottische Parlament. Er wurde im Zuge der Revision der Wahlkreise im Jahre 2011 als einer von neun Wahlkreisen der Wahlregion South Scotland eingeführt. Er umfasst weite Teile des ehemaligen Wahlkreises Midlothian, darunter die Städte Galashiels und Penicuik in den Council Areas Midlothian und Scottish Borders. Der Wahlkreis entsendet einen Abgeordneten.
Der Wahlkreis erstreckt sich über eine Fläche von 1748,1 km2. Im Jahre 2020 lebten 79.842 Personen innerhalb seiner Grenzen.

## Wahlergebnisse

### Parlamentswahl 2011
| Ergebnisse der Parlamentswahl 2011 | Ergebnisse der Parlamentswahl 2011 | Ergebnisse der Parlamentswahl 2011 | Ergebnisse der Parlamentswahl 2011 |
| Partei                             | Kandidat                           | Stimmen                            | %                                  |
| ---------------------------------- | ---------------------------------- | ---------------------------------- | ---------------------------------- |
| SNP                                | Christine Grahame                  | 13.855                             | 43,5                               |
| Liberal Democrats                  | Jeremy Purvis                      | 8931                               | 28,0                               |
| Labour                             | Ian Miller                         | 5312                               | 16,7                               |
| Conservative                       | Peter Duncan                       | 3743                               | 11,8                               |
| Wahlbeteiligung: 31.841 (55,11 %)  |                                    |                                    |                                    |

### Parlamentswahl 2016
| Ergebnisse der Parlamentswahl 2016 | Ergebnisse der Parlamentswahl 2016 | Ergebnisse der Parlamentswahl 2016 | Ergebnisse der Parlamentswahl 2016 | Ergebnisse der Parlamentswahl 2016 |
| Partei                             | Kandidat                           | Stimmen                            | %                                  | ±                                  |
| ---------------------------------- | ---------------------------------- | ---------------------------------- | ---------------------------------- | ---------------------------------- |
| SNP                                | Christine Grahame                  | 16.031                             | 45,1                               | +1,6                               |
| Conservative                       | Michelle Ballantyne                | 10.163                             | 28,6                               | +16,8                              |
| Labour                             | Fiona Dudgale                      | 5.701                              | 16,0                               | −0,7                               |
| Liberal Democrats                  | Kris Chapman                       | 3.686                              | 10,4                               | −17,7                              |
| Wahlbeteiligung:                   |                                    |                                    |                                    |                                    |

### Parlamentswahl 2021
| Ergebnisse der Parlamentswahl 2021 | Ergebnisse der Parlamentswahl 2021 | Ergebnisse der Parlamentswahl 2021 | Ergebnisse der Parlamentswahl 2021 | Ergebnisse der Parlamentswahl 2021 |
| Partei                             | Kandidat                           | Stimmen                            | %                                  | ±                                  |
| ---------------------------------- | ---------------------------------- | ---------------------------------- | ---------------------------------- | ---------------------------------- |
| SNP                                | Christine Grahame                  | 19.807                             | 46,0                               | +0,9                               |
| Conservative                       | Shona Haslam                       | 12.981                             | 30,2                               | +1,6                               |
| Labour                             | Katherine Sangster                 | 5.410                              | 12,6                               | −3,4                               |
| Liberal Democrats                  | AC May                             | 2.615                              | 6,1                                | −4,3                               |
| Green                              | Dominic Ashmole                    | 2.154                              | 5,0                                | +5,0                               |
| Vanguard Party                     | Michael Banks                      | 67                                 | 0,2                                | +0,2                               |
| Wahlbeteiligung: 66 %              |                                    |                                    |                                    |                                    |